# Выборы в ландтаг Шлезвиг-Гольштейна (2017)
Выборы в Ландтаг Шлезвиг-Гольштейна 19-го созыва прошли 7 мая 2017 года. Право голоса на них имели более 2,3 миллиона жителей федеральной земли Шлезвиг-Гольштейн, в том числе впервые около 57 000 молодых людей в возрасте от 16 лет и старше. Явка на выборы составила 64,2 %, в 2012 году она составляла 60,2 %.
Примерно через пять недель после выборов ХДС, Зелёные и СвДП согласились сформировать коалицию. 28 июня 2017 года Даниэль Гюнтер был избран премьер-министром, затем он сформировал новый состав земельного правительства.

## Предвыборная ситуация
На предыдущих выборах в 2012 году ХДС получил наибольшее количество голосов избирателей (30,8 %), за ним следовала СДПГ с 30,4 % и Зелёные с 13,2 %. Левые не прошли в Ландтаг, набрав 2,3 %. Пиратская партия смогла пройти в Ландтаг, набрав 8,2 %. СвДП опередила Пиратскую партию на 51 голос. По декларации между Бонном и Копенгагеном, Союз южношлезвигских избирателей освобожден от пятипроцентного барьера, благодаря чему ему хватило 4,6 % для того, чтобы пройти в Ландтаг. Явка снизилась на 13,4 процентных пункта до 60,2 %. После предварительных переговоров по так называемому «датскому светофору» (также известном как «прибрежная коалиция») образовалось коалиционное правительство, состоящее из СДПГ, Зелёных и СЮИ.

## Партии и кандидаты

### Кандидаты
На выборах баллотировалось 425 кандидатов. 289 кандидатов (на 2012 год — 232) баллотировались по прямому мандату в 35 округах. 328 кандидатов (на 2012 год — 303) баллотировались по 13 земельным избирательным спискам спискам. Против 116 кандидатов-женщин выступили 309 кандидатов-мужчин. Таким образом, доля женщин несколько снизилась по сравнению с 2012 годом (до 27,3 %).

### Партии
Земельной избирательной комиссией были утверждены земельные избирательные списки следующих 13 партий:
| Партия                                    | Сокращение | Кол-во членов (2017) | % на выборах (2012) | Прямые кандидаты | Лидер фракции      |
| ----------------------------------------- | ---------- | -------------------- | ------------------- | ---------------- | ------------------ |
| Христианско-демократический союз Германии | ХДС        | 19.521               | 30,8 %              | 35               | Даниэль Гюнтер     |
| Социал-демократическая партия Германии    | СДПГ       | 17.300               | 30,4 %              | 35               | Торстен Альбиг     |
| Союз 90 / Зелёные                         | Зелёные    | 2.391                | 13,2 %              | 35               | Моника Хайнольд    |
| Свободная демократическая партия          | СвДП       | 2.099                | 8,2 %               | 35               | Вольфганг Кубикки  |
| Пиратская партия Германии                 | пираты     | 450                  | 8,2 %               | 35               | Патрик Брейер      |
| Союз южношлезвигских избирателей          | СЮИ        | 3.550                | 4,6 %               | 12               | Ларс Хармс         |
| Левые                                     | Левые      | 1.051                | 2,3 %               | 35               | Марианна Кольтер   |
| Партия семей Германии                     | ПСГ        | 118                  | 1,0 %               | 4                | Кирстен Боллонгино |
| Свободные избиратели                      | СИ         | 90                   | 0,6 %               | 16               | Томанс Теденс      |
| Альтернатива для Германии                 | АдГ        | 960                  | —                   | 26               | Йёрг Нобис         |
| Либеральные консервативные реформаторы    | LKR        | 108                  | —                   | 13               | Юрген Юст          |
| Die PARTEI                                | Die PARTEI | 686                  | —                   | 3                | Ханна Бирштедт     |
| Будущее. Шлезвиг-Гольштейн                | Б.ШГ       | 68                   | —                   | 2                | Лассе Лоренцен     |

До 24 февраля о своем участии в выборах заявили 15 партий и политических объединений. 14 из них были признаны партиями земельной избирательной комиссией. «Инициатива 146» не была признана партией. Семь партий смогли подать предвыборные программы без сбора подписей, поскольку они представлены в Ландтаге или по крайней мере имеют одного депутата в Бундестаге Германии, избранного в федеральной земле Шлезвиг-Гольштейн. Партии, не представленные в Ландтаге, должны были собрать 1 000 подписей в свою поддержку. Список «Партии прямого удара» не был одобрен, потому что он не имел как минимум 1000 подписей со стороны имеющих право голоса избирателей.

### Предвыборные программы, лидеры фракций и цели

#### Партии, представленные в Ландтаге
Лидером фракции ХДС был избран председатель земельного отделения и парламентской группы партии Даниэль Гюнтер. ХДС выступал за безопасную жизнь в федеральной земле Шлезвиг-Гольштейн. Этот пункт включал не только внутреннюю безопасность, но и то, что земельные учреждения будут выполнять свои задачи быстро и надежно.
Как и на выборах в Ландтаг в 2012 году, действующий премьер-министр Торстен Альбиг выступил лидером фракции СДПГ.
Лидером фракции Зелёных была министр финансов федеральной земли Моника Хайнольд.
Вольфганг Кубикки в шестой раз стал лидером фракции СвДП на выборах. В своем предвыборном манифесте СвДП призвала к тому, чтобы родительские взносы были ограничены 200 евро для детей до трех лет и 150 евро до шести лет. Требование внесения изменений в конституцию федеральной земли и пересмотр налога на передачу собственности были следующими ключевыми пунктами в их предвыборном манифесте.
В своем предвыборном манифесте Пиратская партия отстаивала свои основные вопросы гласности, вовлечения граждан в основные государственные вопросы, защиты данных и образования. Лидером фракции стал лидер парламентской группы пиратов Патрик Брейер.
Ларс Хармс был избран лидером фракции и председателем Союза южношлезвигских избирателей в Ландтаге.

#### Партии, не представленные в Ландтаге
Лидером фракции АдГ на выборах стал Йёрг Нобис. АдГ призывала к прямой демократии, основанной на швейцарской модели, усилению полиции и судебной системы, укреплению традиционных семейных ценностей, сохранению многоуровневой школьной системы, введению уголовных наказаний в виде налогового расточительства, отмену налога на передачу собственности и Закона о возобновляемых источниках энергии, поощрению животноводства, прекращению политики в отношении беженцев, проводимую с 2015 года, последовательное исполнение отклоненных ходатайств о предоставлении убежища и участие граждан в вопросах интеграции и иммиграции.
Лидером фракции Левых стала Марианна Кольтер. Их предвыборная программа была озаглавлена следующим образом: «Солидарность за Шлезвиг-Гольштейн. Сильные ЛЕВЫЕ меняют страну». В ней Левые, среди прочего, призвали к борьбе с детской и пожилой бедностью, доступному жилью и хорошему образованию.
Главным кандидатом от Партии семей Германии была заместитель председателя федерального правительства Кирстен Боллонгино из Бюхена. Партия призывала к детскому избирательному праву, поскольку социальные процессы решают все: как молодежь, так и пожилые люди. Образование было в центре внимания земельной избирательной программы. Помимо прочего, по мнению партии, школьный транспорт, начальное образование, спортивные и культурные объединения должны быть бесплатными. Улучшение инфраструктуры и всеобщая доступность работы для семей, а также предоставлением субсидии на семейный отдых для финансово слабых семей были дополнительными ключевыми пунктами, указанными партией в предвыборной программе.
Основными тезисами Свободных избирателей в их предвыборном манифесте были образование, безопасность и инфраструктура. Лидером их фракции был избран Томас Теденс из Бад-Зегеберга.
Либерально-консервативные реформаторы (ЛКР) впервые баллотировались на выборах в Ландтаг, их фракционным лидером был Юрген Юст. Энергетическая политика, инфраструктура, безопасность, семейная политика и политика в области образования были их основными пунктами в ходе избирательной кампании.
Сатирическая партия «Die PARTEI» впервые смогла полноценно принять участие в выборах в Ландтаг. Среди прочего, она призвала преобразовать HSH Nordbank в государственную пивоварню (HSH Nordbier), а также хотела расширить «индейскую резервацию» в Бад-Зегеберге и уравнять права некурящих и курильщиков.
Партия «Будущее. Шлезвиг-Гольштейн» возникла в результате референдума, в ходе которого проводилась кампания за безопасность первой медицинской помощи в округе Северная Фризия. Она выступала за развитие сельских районов, особенно на западном побережье, и за сохранение местных полицейских участков.

## Предвыборные опросы и прогнозы

### Воскресные опросы
| Источник                | Дата       | ХДС    | СДПГ   | Зелёные | СвДП  | Пираты | СЮИ   | Левые | АдГ  | Прочие |
| ----------------------- | ---------- | ------ | ------ | ------- | ----- | ------ | ----- | ----- | ---- | ------ |
| Forschungsgruppe Wahlen | 04.05.2017 | 32 %   | 29 %   | 12 %    | 11 %  | –      | 3 %   | 4,5 % | 6 %  | 2,5 %  |
| INSA                    | 29.04.2017 | 33 %   | 29 %   | 12 %    | 10 %  | –      | 4 %   | 5 %   | 5 %  | 2 %    |
| Infratest dimap         | 27.04.2017 | 32 %   | 31 %   | 12 %    | 8,5 % | –      | 3 %   | 4,5 % | 6 %  | 3 %    |
| Forschungsgruppe Wahlen | 27.04.2017 | 32 %   | 30 %   | 12 %    | 9 %   | –      | 3 %   | 5 %   | 6 %  | 3 %    |
| Infratest dimap         | 20.04.2017 | 31 %   | 33 %   | 12 %    | 9 %   | –      | 3 %   | 4 %   | 5 %  | 3 %    |
| Infratest dimap         | 06.04.2017 | 30 %   | 33 %   | 12 %    | 9 %   | –      | 3 %   | 4 %   | 7 %  | 2 %    |
| Infratest dimap         | 16.03.2017 | 27 %   | 33 %   | 14 %    | 9 %   | –      | 3 %   | 4 %   | 7 %  | 3 %    |
| Infratest dimap         | 09.12.2016 | 34 %   | 26 %   | 15 %    | 9 %   | –      | 3 %   | 5 %   | 6 %  | 2 %    |
| INSA                    | 19.10.2016 | 26 %   | 31 %   | 13 %    | 12 %  | 1 %    | 4 %   | 4 %   | 6 %  | 3 %    |
| Forsa                   | 16.04.2016 | 28 %   | 28 %   | 16 %    | 9 %   | 1 %    | 4 %   | 3 %   | 9 %  | 2 %    |
| Infratest dimap         | 31.10.2014 | 34 %   | 29 %   | 15 %    | 3 %   | 2 %    | 3 %   | 5 %   | 7 %  | 2 %    |
| Infratest dimap         | 07.05.2013 | 34 %   | 31 %   | 15 %    | 6 %   | 3 %    | 4 %   | 3 %   | –    | 4 %    |
| Выборы в Ландтаг (2012) | 06.05.2012 | 30,8 % | 30,4 % | 13,2 %  | 8,2 % | 8,2 %  | 4,6 % | 2,3 % | n.k. | 2,3 %  |

### Опрос касательно премьер-министра
На вопрос, за какую кандидатуру премьер-министра жители Шлезвиг-Гольштейна отдали бы свой голос, опросы общественного мнения показали следующие результаты:
| Источник                | Дата       | Торстен Альбиг (СДПГ) | Даниэль Гюнтер (ХДС) |
| ----------------------- | ---------- | --------------------- | -------------------- |
| Forschungsgruppe Wahlen | 07.05.2017 | 43 %                  | 37 %                 |
| Infratest dimap         | 07.05.2017 | 48 %                  | 39 %                 |
| Forschungsgruppe Wahlen | 04.05.2017 | 43 %                  | 36 %                 |
| Infratest dimap         | 27.04.2017 | 48 %                  | 27 %                 |
| Forschungsgruppe Wahlen | 27.04.2017 | 46 %                  | 31 %                 |
| Infratest dimap         | 20.04.2017 | 55 %                  | 26 %                 |
| Infratest dimap         | 06.04.2017 | 51 %                  | 25 %                 |
| Infratest dimap         | 16.03.2017 | 50 %                  | 21 %                 |
| Infratest dimap         | 09.12.2016 | 50 %                  | 23 %                 |

## Избирательные округа

Деление на избирательные округа в 2017 году

22 апреля 2015 года комитет Ландтага по избирательным округам принял решение о реорганизации избирательных округов к предстоящим выборам, что стало необходимым в связи с ростом населения. Избирательный округ Любек-Юг был восстановлен, а избирательный округ Шлезвиг-Север был распущен. Другим округам также было дано новое разграничение и, в некоторых случаях, новое название. Реклассификация вступила в силу 29 мая 2015 года.
Пятипроцентный барьер применялся к партиям, участвующим в выборах. В результате декларации между Бонном и Копенгагеном политические организации, принадлежащие к датскому меньшинству, освобождены от него, как и в случае с Союзом южношлезвигских избирателей.
Впервые уведомления о выборах были написаны на облегченном немецком языке, что вызвало дискуссии среди граждан.
Как и в случае с другими выборами, можно было проголосовать по почте или проголосовать на избирательном участке до фактической даты выборов. Последней датой досрочного голосования было 5 мая.

## Результаты
Правящие партии СДПГ, Зелёные и СЮИ получили как незначительные, так и средние потери в поддержке электората, ХДС и СвДП — соответствующий рост поддержки. Было потеряно незначительное большинство среди партий правящей коалиции. Пиратская партия потеряла около 85 % своих голосов и не смогла пройти в Ландтаг, тогда как АдГ впервые перешла в него с чуть менее 6 % голосов. Позиции Левых улучшились, но, как и многие другие партии, они не преодолели пятипроцентный барьер.
|                                                                | Выборы 2017                                                    | Выборы 2017                                                    | Выборы 2012                                                    | Выборы 2012                                                    | Изменение                                                      | Кол-во мест |
| Число голосов                                                  | %                                                              | Число голосов                                                  | %                                                              |                                                                | Изменение                                                      | Кол-во мест |
| -------------------------------------------------------------- | -------------------------------------------------------------- | -------------------------------------------------------------- | -------------------------------------------------------------- | -------------------------------------------------------------- | -------------------------------------------------------------- | ----------- |
| Избиратели, имеющие право голоса                               | 2.318.022                                                      | 100                                                            | 2.239.615                                                      | 100                                                            | –                                                              |             |
| Избиратели                                                     | 1.488.534                                                      | 64,2                                                           | 1.347.911                                                      | 60,2                                                           | ▲4,0                                                           |             |
| Недействительные первые голоса                                 | 23.748                                                         | 1,6                                                            | 27.701                                                         | 2,1                                                            | ▼0,5                                                           |             |
| Действительные первые голоса                                   | 1.464.606                                                      | 98,4                                                           | 1.320.210                                                      | 97,9                                                           | ▲0,5                                                           |             |
| из которых:                                                    |                                                                |                                                                |                                                                |                                                                |                                                                |             |
| ХДС                                                            | 565.065                                                        | 38,6                                                           | 485.709                                                        | 36,8                                                           | ▲1,8                                                           |             |
| СДПГ                                                           | 479.840                                                        | 32,8                                                           | 472.752                                                        | 35,8                                                           | ▼3,0                                                           |             |
| Зелёные                                                        | 131.446                                                        | 9,0                                                            | 139.888                                                        | 10,6                                                           | ▼1,6                                                           |             |
| СвДП                                                           | 106.074                                                        | 7,2                                                            | 56.493                                                         | 4,3                                                            | ▲2,9                                                           |             |
| Пираты                                                         | 21.942                                                         | 1,5                                                            | 97.335                                                         | 7,4                                                            | ▼5,9                                                           |             |
| СЮИ                                                            | 30.193                                                         | 2,1                                                            | 32.565                                                         | 2,5                                                            | ▼0,4                                                           |             |
| Левые                                                          | 51.182                                                         | 3,5                                                            | 32.090                                                         | 2,4                                                            | ▲1,1                                                           |             |
| ПСГ                                                            | 2.393                                                          | 0,2                                                            | –                                                              | –                                                              | –                                                              |             |
| СИ                                                             | 7.816                                                          | 0,5                                                            | –                                                              | –                                                              | –                                                              |             |
| АдГ                                                            | 60.990                                                         | 4,2                                                            | –                                                              | –                                                              | –                                                              |             |
| ЛКР                                                            | 2.739                                                          | 0,2                                                            | –                                                              | –                                                              | –                                                              |             |
| Die PARTEI                                                     | 1.908                                                          | 0,1                                                            | 467                                                            | 0,0                                                            | ▲0,1                                                           |             |
| Б.ШГ                                                           | 1.167                                                          | 0,1                                                            | –                                                              | –                                                              | –                                                              |             |
| Независимые                                                    | 1.851                                                          | 0,1                                                            | 1.408                                                          | 0,1                                                            | ▲0,0                                                           |             |
| НДПГ                                                           | –                                                              | –                                                              | 1.503                                                          | 0,1                                                            | –                                                              |             |
|                                                                |                                                                |                                                                |                                                                |                                                                |                                                                |             |
| Недействительные вторые голоса                                 | 13.846                                                         | 0,9                                                            | 19.459                                                         | 1,4                                                            | ▼0,5                                                           |             |
| Действительные вторые голоса                                   | 1.474.508                                                      | 99,1                                                           | 1.328.452                                                      | 98,6                                                           | ▲0,5                                                           |             |
| из которых:                                                    |                                                                |                                                                |                                                                |                                                                |                                                                |             |
| ХДС                                                            | 471.460                                                        | 32,0                                                           | 408.637                                                        | 30,8                                                           | ▲1,2                                                           | 25          |
| СДПГ                                                           | 401.806                                                        | 27,3                                                           | 404.048                                                        | 30,4                                                           | ▼3,2                                                           | 21          |
| Зелёные                                                        | 190.181                                                        | 12,9                                                           | 174.953                                                        | 13,2                                                           | ▼0,3                                                           | 10          |
| СвДП                                                           | 169.037                                                        | 11,5                                                           | 108.953                                                        | 8,2                                                            | ▲3,3                                                           | 9           |
| Пираты                                                         | 17.091                                                         | 1,2                                                            | 108.902                                                        | 8,2                                                            | ▼7,0                                                           | –           |
| СЮИ                                                            | 48.968                                                         | 3,3                                                            | 61.025                                                         | 4,6                                                            | ▼1,3                                                           | 3           |
| Левые                                                          | 56.018                                                         | 3,8                                                            | 29.900                                                         | 2,3                                                            | ▲1,5                                                           | –           |
| ПСГ                                                            | 9.262                                                          | 0,6                                                            | 12.758                                                         | 1,0                                                            | ▼0,4                                                           | –           |
| СИ                                                             | 8.369                                                          | 0,6                                                            | 7.823                                                          | 0,6                                                            | 0,0                                                            | –           |
| АдГ                                                            | 86.711                                                         | 5,9                                                            | –                                                              | –                                                              | –                                                              | 5           |
| ЛКР                                                            | 3.053                                                          | 0,2                                                            | –                                                              | –                                                              | –                                                              | –           |
| Die PARTEI                                                     | 8.219                                                          | 0,6                                                            | –                                                              | –                                                              | –                                                              | –           |
| Б.ШГ                                                           | 4.333                                                          | 0,3                                                            | –                                                              | –                                                              | –                                                              | –           |
| НДПГ                                                           | –                                                              | –                                                              | 9.832                                                          | 0,7                                                            | –                                                              | –           |
| МСГ                                                            | –                                                              | –                                                              | 1.621                                                          | 0,1                                                            | –                                                              | –           |
| Источник: Statistisches Amt für Hamburg und Schleswig-Holstein | Источник: Statistisches Amt für Hamburg und Schleswig-Holstein | Источник: Statistisches Amt für Hamburg und Schleswig-Holstein | Источник: Statistisches Amt für Hamburg und Schleswig-Holstein | Источник: Statistisches Amt für Hamburg und Schleswig-Holstein | Источник: Statistisches Amt für Hamburg und Schleswig-Holstein | 73          |

### Доля женщин
В процентном отношении женщин в Ландтаге стало меньше, чем в предыдущие десятилетия. Были избраны 22 женщины, что соответствует 30,1 % из 73 депутатов. В 2012 году это число достигало 39,1 %, в 2009 году — 36,8 %, в 2005 году — 34,7 %, а в 1996 году — 41,3 %.
Согласно правилам котировки партии Союз 90 / Зелные, 50 % из десяти мандатов предоставили женщинам в течение 19-го созыва Ландтага. В СДПГ 10 из 21 депутатов являются женщинами. Среди 25 членов ХДС три женщины. У СвДП 2 женщины из 9 депутатов, у АдГ — 1 женщина из 5 депутатов, а у СЮИ — 1 женщина из трех депутатов.